# ЦРО ДУМК
Централізована Релігійна Організація Духовне Управління Мусульман Республіки Крим та м. Севастополь (Таврійський муфтіят) — окупаційна російська релігійна організація, яка об'єднує деякі мусульманські громади, центральний духовно-адміністративний орган мусульман, які мешкають в анесованому Криму. Існує з 2014 року. Ідеологія: сунніти, ханафітського мазгабу.

## Історія
Після анесії Криму Росією керівництво ДУМК почало дистанціюватися від дій Меджлісу і було лояльно до нової російської влади. У серпні 2014 року було зареєстровано Центральне духовне управління мусульман Криму — Таврійський муфтіят, основна діяльність якого була спрямована на зменшення впливу ДУМК та за деякими даними підтримувалась російською владою. 27 лютого 2015 року Духовне управління мусульман Криму було зареєстровано у російському правому полі як Духовне управління мусульман Криму та Севастополя (ДУМКС).
До кінця 2015 року відносини між ДУМК та Меджлісом зіпсувалися на тлі енергетичної блокади та створення кримськотатарських батальйонів на території Херсонської області. У січні 2016 року Джемілєв переглянув свою думку про ДУМК, заявивши, що Муфтіят діє на користь Росії. Тоді ж було оголошено про плани створити ДУМК у Києві. У вересні 2016 року Меджліс призупинив членство Аблаєва в організації.
У червні 2016 року Аблаєв заявив, що на території півострова не можуть працювати жодні інші ісламські організації, окрім Духовного управління мусульман Криму та Севастополя.
5 грудня 2016 року ДУМК у Києві підписав Хартію мусульман України. ДУМКС у зв'язку з цією подією заявив про використання релігії з політичною метою і закликав не брати участь у діях, спрямованих на розкол кримських татар.
Муфтій ДУМУ «Умма» Саїд Ісмагілов неодноразово заявляв, що всі муфтії в Росії і на окупованих їй територіях підконтрольні ФСБ.

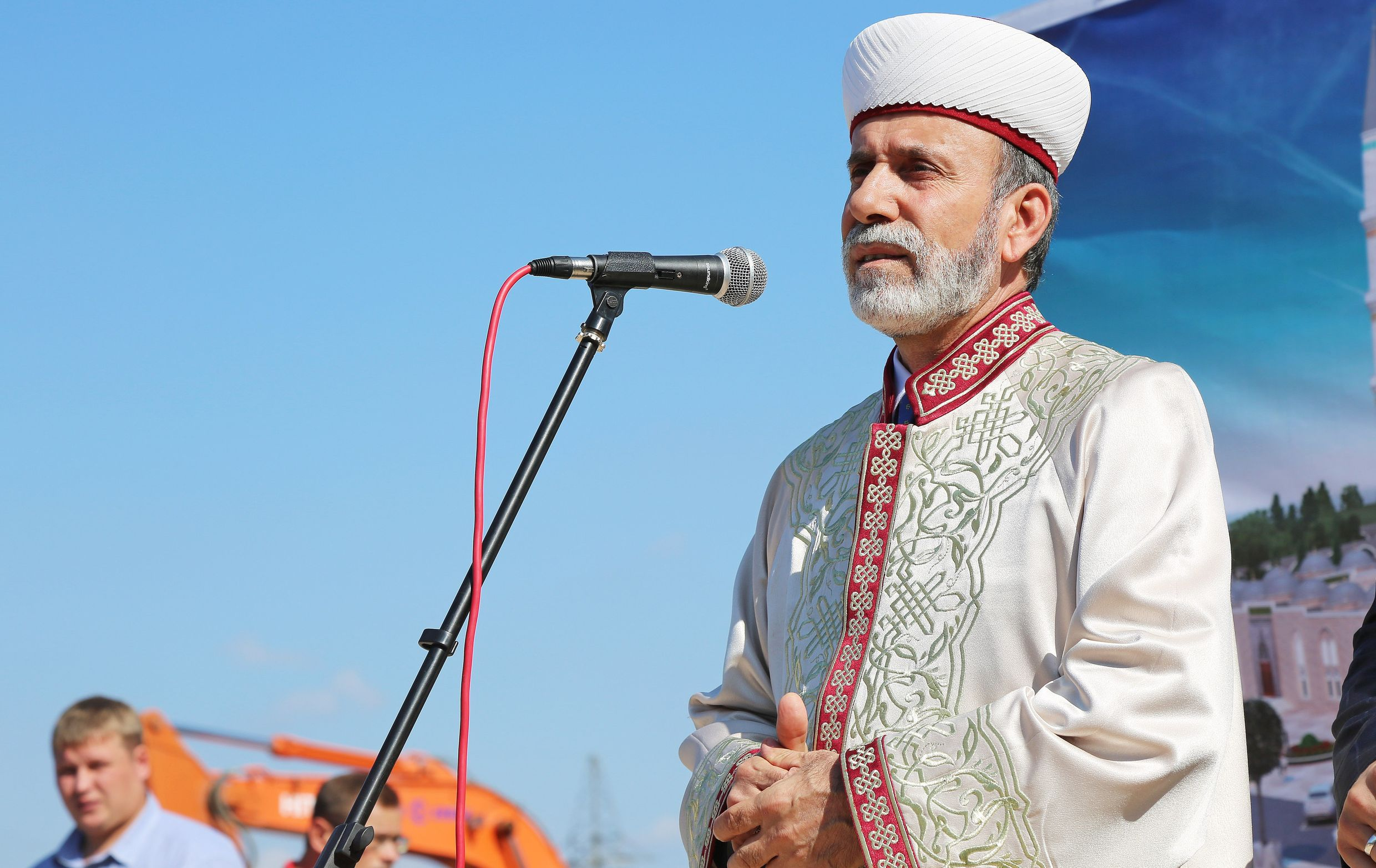
Муфтій ДУМКС Еміралі Аблаєв

## Діяльність
До складу ДУМКС входять духовні навчальні заклади (медресе) і недільні школи, що діють при мечетях. Станом на 2024 рік ДУМКС мав два медресе.
Офіційна газета ДУМКС — «Хідає». До 2013 року видавалася тиражем у 3 тисячі екземплярів. Перші дві смуги друкувалися російською мовою.